# Buenos Aires (buque, 1887)
El Buenos Aires fue un buque mercante requisado para su uso como crucero auxiliar para transporte por la Armada Española entre junio y julio de 1898, durante la guerra con Estados Unidos.

## Construcción
El Buenos Aires fue construido en 1887 en Dumbarton (Escocia) por William Denny & Bros. Tenía 5 440 toneladas de peso muerto (TPM) y un arqueo de 5 311 toneladas de registro buto (TRB); con 125,1 metros de eslora, 14,7 de manga y 6,5 de puntal. Tenía capacidad para 843 pasajeros (83 en primera clase, 30 en segunda y 730 en sollados). La propulsión era mediante una máquina de vapor de cuádruple expansión de 4900 caballos de vapor (4833 HP)

## Historial
Haciendo honor a su nombre se le destinó a la conexión con Argentina, con escalas intermedias en Brasil y Montevideo. El Buenos Aires estuvo en servicio comercial hasta que la Armada Española lo requisó para usarlo militarmente en junio de 1898. Durante la Guerra Hispano-Norteamericana fue integrado en la Escuadra de Cámara, que iba a auxiliar a las Islas Filipinas. Sirviendo como transporte formó parte de la expedición de ayuda a Filipinas, al mando del Contraalmirante Manuel de la Cámara y Libermoore y con la misión de destruir allí a la Escuadra de Asia de la Armada de Estados Unidos -al mando del Comodoro George Dewey-, así como llevar 4000 soldados del Ejército Español para reforzar las Filipinas. La escuadra de Cámara -compuesta por el acorazado Pelayo, el crucero acorazado Emperador Carlos V, los cruceros auxiliares Patriota y Rápido, los destructores Audaz, Osado y Proserpina, y los transportes Panay, Alfonso XII y Antonio López, además del propio Buenos Aires- zarpó de Cádiz el 16 de junio de 1898.
El Buenos Aires y sus acompañantes pasaron Gibraltar el 17 de junio de 1898, destacando antes al Alfonso XII y al Antonio López para que navegasen independientemente hacia el Caribe, y llegaron a Port Said, Egipto, el 26 de junio de 1898. Allí Cámara solicitó ser suministrado de carbón, lo que finalmente fue denegado por el gobierno egipcio el 30 de junio de 1898, preocupado por la neutralidad de su país.
Para cuando el Buenos Aires y el resto de la escuadra de Cámara llegaron a Suez el 5 de julio de 1898, la escuadra del Almirante Cervera había sido derrotada en la batalla de Santiago de Cuba, liberando a las potentes unidades de la armada norteamericana de sus labores de bloqueo. Temeroso por la seguridad de la costa española, el ministro español de Marina reclamó la vuelta de la escuadra de Cámara el 7 de julio de 1898. El Buenos Aires y el resto de la escuadra partió de Suez hacia España el 11 de julio de 1898.
A finales de julio de 1898 el Buenos Aires había vuelto al servicio comercial. Después de la guerra continuó en la navegación comercial durante largos años, siendo utilizado en 1932 en Barcelona como cárcel para presos anarquistas detenidos por el gobierno republicano. Después de una larga carrera, fue desguazado en 1942,aunque ya llevaba varios años amarrado en Mahón debido a su mal estado. 